# Клычов, Борджак
Борджак Клычов, другой вариант фамилии — Клычев (род. март 1928 год, Саятский район, Чарджуйский округ, Туркменская ССР) — бригадир колхоза имени Калинина Саятского района Чарджоуской области, Туркменская ССР. Герой Социалистического Труда (1971).

## Биография
Родился в 1928 году в многодетной крестьянской семье в одном из сельских населённых пунктов Саятского района Чарджуйского округа (ныне — территория Саятского этрапа).
Окончил местную школу, после которой трудился рядовым колхозником в местном колхозе имени Калинина Саятского района. В 1947 году окончил школу механизации. Работал трактористом-механизатором в этом же колхозе. С 1951 года обучался в Байрамалийской школе механизации, по окончании которой был назначен бригадиром хлопководческой механизированной бригады.
В годы Восьмой пятилетки (1966—1970) бригада под руководством Борджака Клычова показывала высокие трудовые результаты, получая ежегодно около 40 центнеров хлопка-сырца с каждого гектара. Бригада досрочно выполнила коллективные социалистические обязательства пятилетки за три года. К концу завершающего года пятилетки бригада совершила два пятилетних плана, сдав более 1200 тонн хлопка-сырца. Указом Президиума Верховного Совета СССР от 8 апреля 1971 года удостоен звания Героя Социалистического Труда «за выдающиеся успехи, достигнутые в развитии сельскохозяйственного производства и выполнении пятилетнего плана продажи государству продуктов земледелия и животноводства» с вручением ордена Ленина и золотой медали Серп и Молот (№ 15342).
Проживал в Саятском районе. С 1988 года — персональный пенсионер союзного значения.